# EM i fodbold 2017 (kvinder)
Europamesterskabet i fodbold for kvinder 2017 var det 12. EM i fodbold for kvinder, afholdt af UEFA. Turneringen afholdtes i Holland fra 16. juli til 6. august 2017, hvor kampene var fordelt på syv stadions i byerne Utrecht, Doetinchem, Rotterdam, Breda, Tilburg, Deventer og Enschede. Mesterskabet havde for første gang deltagelse af 16 hold, hvilket var fire hold flere end hidtil, hvilket blev afgjort af UEFA's eksekutivkomite i december 2011.
Finalen blev spillet mellem hjemmeholdet Holland og Danmark, hvor Holland løb med sejren og altså blev europamestre.

## Valg af vært
Holland blev valgt som været for slutrunden 4. december 2014 af UEFA's eksekutivkomite. Udover Holland havde også Østrig, Frankrig, Israel, Polen, Skotland og Schweiz udvist interesse for at afholde mesterskabet.

## Kvalifikationen
Kvalifikationen til slutrunden, der har deltagelse af 47 landshold (hvilket er rekord) blev indledt i april 2015, hvor den indledende kvalifikationsturnering blev afholdt. Den afsluttende kvalifikationsturnering varer fra september 2015 til september 2016. De afsluttende playoffkampe spilles i oktober 2016. Andorra deltog for første gang i kvalifikationen til EM for kvinder på seniorsiden.

### Kvalificerede hold
Følgende hold kvalificerede sig til slutrunden.
| Hold     | Metode for kvalifikation | Dato for kvalifikation | Deltagelser i slutspil | Sidste deltagelse | Forrige bedste optrædener                               | FIFA ranking ved starten af turneringen |
| -------- | ------------------------ | ---------------------- | ---------------------- | ----------------- | ------------------------------------------------------- | --------------------------------------- |
| Holland  | Vært                     | 4. december 2014       | 3.                     | 2013              | Semifinaler (2009)                                      |                                         |
| Frankrig | Vinder af gruppe 3       | 11. april 2016         | 6.                     | 2013              | Kvartfinaler (2009, 2013)                               |                                         |
| Tyskland | Vinder af gruppe 5       | 12. april 2016         | 10.                    | 2013              | Mestre (1989, 1991, 1995, 1997, 2001, 2005, 2009, 2013) |                                         |
| Schweiz  | Vinder af gruppe 6       | 4. juni 2016           | 1.                     | —                 | Debut                                                   |                                         |
| England  | Vinder af gruppe 7       | 7. juni 2016           | 8.                     | 2013              | Toer (1984, 2009)                                       |                                         |
| Norge    | Vinder af gruppe 8       | 7. juni 2016           | 11.                    | 2013              | Mestre (1987, 1993)                                     |                                         |
| Spanien  | Vinder af gruppe 2       | 7. juni 2016           | 3.                     | 2013              | Semifinaler (1997)                                      |                                         |
| Sverige  | Vinder af gruppe 4       | 15. september 2016     | 10.                    | 2013              | Mestre (1984)                                           |                                         |
| Island   | Vinder af gruppe 1       | 16. september 2016     | 3.                     | 2013              | Kvartfinaler (2013)                                     |                                         |
| Skotland | Toer i gruppe 1[^]       | 16. september 2016     | 1.                     | —                 | Debut                                                   |                                         |
| Belgien  | Toer i gruppe 7[^]       | 16. september 2016     | 1.                     | —                 | Debut                                                   |                                         |
| Østrig   | Toer i gruppe 8[^]       | 20. september 2016     | 1.                     | —                 | Debut                                                   |                                         |
| Danmark  | Toer i gruppe 4[^]       | 20. september 2016     | 9.                     | 2013              | Semifinaler (1984, 2001,2013)                           |                                         |
| Italien  | Toer i gruppe 6[^]       | 20. september 2016     | 11.                    | 2013              | Toer (1993, 1997)                                       |                                         |
| Rusland  | Toer i gruppe 5[^]       | 20. september 2016     | 5.                     | 2013              | Kvartfinaler (1993, 1995)                               |                                         |
| Portugal | Vinder af Play-offs      | 25. oktober 2016       | 1.                     | —                 | Debut                                                   |                                         |

Noter
1. ^ De bedste seks af toerne blandt alle otte grupper kvalificerede sig til slutrunden.

## Spillesteder
Europamesterskabet i fodbold for kvinder 2017 afholdes på syv stadioner i syv forskellige byer:
| Breda                             | Enschede                                                     | Utrecht                           |
| --------------------------------- | ------------------------------------------------------------ | --------------------------------- |
| Rat Verlegh Stadion               | De Grolsch Veste                                             | Stadion Galgenwaard               |
| Kapacitet: 19.000                 | Kapacitet: 30.000                                            | Kapacitet: 23.750                 |
| 4 gruppespilskampe, 1 semifinale  | 1 semifinale, Finalen                                        | 4 gruppespilskampe                |
|                                   |                                                              |                                   |
| Rotterdam                         | Breda Deventer Doetinchem Enschede Rotterdam Tilburg Utrecht | Deventer                          |
| Sparta Stadion Het Kasteel        | Breda Deventer Doetinchem Enschede Rotterdam Tilburg Utrecht | De Adelaarshorst                  |
| Kapacitet: 10.600                 | Breda Deventer Doetinchem Enschede Rotterdam Tilburg Utrecht | Kapacitet: 10.500                 |
| 4 gruppespilskampe, 1 kvartfinale | Breda Deventer Doetinchem Enschede Rotterdam Tilburg Utrecht | 4 gruppespilskampe, 1 kvartfinale |
|                                   | Breda Deventer Doetinchem Enschede Rotterdam Tilburg Utrecht |                                   |
| Tilburg                           | Breda Deventer Doetinchem Enschede Rotterdam Tilburg Utrecht | Doetinchem                        |
| Koning Willem II Stadion          | Breda Deventer Doetinchem Enschede Rotterdam Tilburg Utrecht | De Vijverberg                     |
| Kapacitet: 14.500                 | Breda Deventer Doetinchem Enschede Rotterdam Tilburg Utrecht | Kapacitet: 12.500                 |
| 4 gruppespilskampe, 1 kvartfinale | Breda Deventer Doetinchem Enschede Rotterdam Tilburg Utrecht | 4 gruppespilskampe, 1 kvartfinale |
|                                   | Breda Deventer Doetinchem Enschede Rotterdam Tilburg Utrecht |                                   |

## Gruppespil
De deltagende hold fordeles i fire puljer med fire hold i hver. Efter gruppespillet går to hold fra hver pulje videre til slutspillet, bestående af kvartfinaler, semifinaler og finale. Der spilles ikke bronzekamp.

### Gruppe A
| Pos | Hold    | K | V | U | T | M+ | M- | MF | P | Kvalifikation              |
| --- | ------- | - | - | - | - | -- | -- | -- | - | -------------------------- |
| 1   | Holland | 3 | 3 | 0 | 0 | 4  | 1  | +3 | 9 | Går videre til Slutspillet |
| 2   | Danmark | 3 | 2 | 0 | 1 | 2  | 1  | +1 | 6 | Går videre til Slutspillet |
| 3   | Belgien | 3 | 1 | 0 | 2 | 3  | 3  | 0  | 3 |                            |
| 4   | Norge   | 3 | 0 | 0 | 3 | 0  | 4  | −4 | 0 |                            |

| 16. juli 2017 18:00 |

| Holland           | 1–0     | Norge |
| ----------------- | ------- | ----- |
| Van de Sanden 66' | Rapport |       |

| Stadion Galgenwaard, Utrecht Tilskuere: 21.732 Dommer: Stéphanie Frappart (Frankrig) |

| 16. juli 2017 20:45 |

| Danmark        | 1–0     | Belgien |
| -------------- | ------- | ------- |
| Troelsgaard 6' | Rapport |         |

| De Vijverberg, Doetinchem Dommer: Kateryna Monzul (Ukraine) |

| 20. juli 2017 18:00 |

| Norge | 0–2     | Belgien                       |
| ----- | ------- | ----------------------------- |
|       | Rapport | - Van Gorp 59' - Cayman 67' · |

| Rat Verlegh Stadion, Breda Tilskuere: 8.477 Dommer: Monika Mularczyk (Polen) |

| 20. juli 2017 20:45 |

| Holland           | 1–0     | Danmark |
| ----------------- | ------- | ------- |
| Spitse 20' (str.) | Rapport |         |

| Sparta Stadion Het Kasteel, Rotterdam Tilskuere: 10.599 Dommer: Riem Hussein (Tyskland) |

| 24. juli 2017 20:45 |

| Belgien      | 1–2     | Holland                           |
| ------------ | ------- | --------------------------------- |
| Wullaert 59' | Rapport | Spitse 27' (str.) · Martens 74' · |

| Koning Willem II Stadion, Tilburg Tilskuere: 12.697 Dommer: Bibiana Steinhaus (Tyskland) |

| 24. juli 2017 20:45 |

| Norge | 0–1     | Danmark   |
| ----- | ------- | --------- |
|       | Rapport | Veje 5' · |

| De Adelaarshorst, Deventer Tilskuere: 5.885 Dommer: Pernilla Larsson (Sverige) |

### Gruppe B
| Pos | Hold     | K | V | U | T | M+ | M- | MF | P | Kvalifikation              |
| --- | -------- | - | - | - | - | -- | -- | -- | - | -------------------------- |
| 1   | Tyskland | 3 | 2 | 1 | 0 | 4  | 1  | +3 | 7 | Går videre til Slutspillet |
| 2   | Sverige  | 3 | 1 | 1 | 1 | 4  | 3  | +1 | 4 | Går videre til Slutspillet |
| 3   | Rusland  | 3 | 1 | 0 | 2 | 2  | 5  | −3 | 3 |                            |
| 4   | Italien  | 3 | 1 | 0 | 2 | 5  | 6  | −1 | 3 |                            |

| 17. juli 2017 18:00 |

| Italien   | 1–2     | Rusland                        |
| --------- | ------- | ------------------------------ |
| Mauro 88' | Rapport | - Danilova 9' - Morozova 26' · |

| Sparta Stadion Het Kasteel, Rotterdam Tilskuere: 669 Dommer: Jana Adámková (Tjekkiet) |

| 17. juli 2017 20:45 |

| Tyskland | 0–0     | Sverige |
| -------- | ------- | ------- |
|          | Rapport |         |

| Rat Verlegh Stadion, Breda Tilskuere: 9.276 Dommer: Katalin Kulcsár (Ungarn) |

| 21. juli 2017 18:00 |

| Sverige                          | 2–0     | Rusland |
| -------------------------------- | ------- | ------- |
| - Schelin 22' - Blackstenius 51' | Rapport |         |

| De Adelaarshorst, Deventer Tilskuere: 5.764 Dommer: Stéphanie Frappart (Frankrig) |

| 21. juli 2017 20:45 |

| Tyskland                       | 2–1     | Italien     |
| ------------------------------ | ------- | ----------- |
| Henning 19' · Peter 67' (str.) | Rapport | Mauro 29' · |

| Koning Willem II Stadion, Tilburg Tilskuere: 7.000 Dommer: Kateryna Monzul (Ukraine) |

| 25. juli 2017 20:45 |

| Rusland | 0–2     | Tyskland                                   |
| ------- | ------- | ------------------------------------------ |
|         | Rapport | - Peter 10' (str.) - Marozsán 56' (str.) · |

| Stadion Galgenwaard, Utrecht Tilskuere: 6.458 Dommer: Monika Mularczyk (Polen) |

| 25. juli 2017 20:45 |

| Sverige                                 | 2–3     | Italien                            |
| --------------------------------------- | ------- | ---------------------------------- |
| - Schelin 14' (str.) - Blackstenius 47' | Rapport | - Sabatino 4', 37' - Girelli 85' · |

| De Vijverberg, Doetinchem Dommer: Esther Staubli (Schweiz) |

### Gruppe C
| Pos | Hold     | K | V | U | T | M+ | M- | MF | P | Kvalifikation              |
| --- | -------- | - | - | - | - | -- | -- | -- | - | -------------------------- |
| 1   | Østrig   | 3 | 2 | 1 | 0 | 5  | 1  | +4 | 7 | Går videre til slutspillet |
| 2   | Frankrig | 3 | 1 | 2 | 0 | 3  | 2  | +1 | 5 | Går videre til slutspillet |
| 3   | Schweiz  | 3 | 1 | 1 | 1 | 3  | 3  | 0  | 4 |                            |
| 4   | Island   | 3 | 0 | 0 | 3 | 1  | 6  | −5 | 0 |                            |

| 18. juli 2017 18:00 |

| Østrig     | 1–0     | Schweiz |
| ---------- | ------- | ------- |
| Burger 15' | Rapport |         |

| De Adelaarshorst, Deventer Tilskuere: 4.781 Dommer: Bibiana Steinhaus (Tyskland) |

| 18. juli 2017 20:45 |

| Frankrig             | 1–0     | Island |
| -------------------- | ------- | ------ |
| Le Sommer 86' (str.) | Rapport |        |

| Koning Willem II Stadion, Tilburg Tilskuere: 5.000 Dommer: Carina Vitulano (Italien) |

| 22. juli 2017 18:00 |

| Island             | 1–2     | Schweiz                           |
| ------------------ | ------- | --------------------------------- |
| Friðriksdóttir 33' | Rapport | - Dickenmann 43' - Bachmann 52' · |

| De Vijverberg, Doetinchem Tilskuere: 5.647 Dommer: Anastasia Pustovoitova (Rusland) |

| 22. juli 2017 20:45 |

| Frankrig  | 1–1     | Østrig      |
| --------- | ------- | ----------- |
| Henry 51' | Rapport | Makas 27' · |

| Stadion Galgenwaard, Utrecht Tilskuere: 4.387 Dommer: Jana Adámková (Tjekkiet) |

| 26. juli 2017 20:45 |

| Island | 0–3     | Østrig                                     |
| ------ | ------- | ------------------------------------------ |
|        | Rapport | Zadrazil 36' · Burger 44' · Enzinger 89' · |

| Sparta Stadion Het Kasteel, Rotterdam Tilskuere: 4.893 Dommer: Riem Hussein (Tyskland) |

| 26. juli 2017 20:45 |

| Schweiz          | 1–1     | Frankrig    |
| ---------------- | ------- | ----------- |
| Crnogorčević 19' | Rapport | Abily 76' · |

| Rat Verlegh Stadion, Breda Tilskuere: 6.711 Dommer: Katalin Kulcsár (Ungarn) |

### Gruppe D
| Pos | Hold     | K | V | U | T | M+ | M- | MF | P | Kvalifikation              |
| --- | -------- | - | - | - | - | -- | -- | -- | - | -------------------------- |
| 1   | England  | 3 | 3 | 0 | 0 | 10 | 1  | +9 | 9 | Går videre til slutspillet |
| 2   | Spanien  | 3 | 1 | 0 | 2 | 2  | 3  | −1 | 3 | Går videre til slutspillet |
| 3   | Skotland | 3 | 1 | 0 | 2 | 2  | 8  | −6 | 3 |                            |
| 4   | Portugal | 3 | 1 | 0 | 2 | 3  | 5  | −2 | 3 |                            |

| 19. juli 2017 18:00 |

| Spanien                     | 2-0     | Portugal |
| --------------------------- | ------- | -------- |
| - Losado 23' - Sampedro 42' | Rapport |          |

| De Vijverberg, Doetinchem Tilskuere: 3.100 Dommer: Pernilla Larsson (Sverige) |

| 19. juli 2017 20:45 |

| England                                                       | 6-0     | Skotland |
| ------------------------------------------------------------- | ------- | -------- |
| - Taylor 10', 26', 53' - White 42' - Nobbs 87' - Duggan 90+4' | Rapport |          |

| Stadion Galgenwaard, Utrecht Tilskuere: 5.000 Dommer: Esther Staubli (Schweiz) |

| 23. juli 2017 18:00 |

| Skotland     | 1–2     | Portugal                    |
| ------------ | ------- | --------------------------- |
| Cuthbert 68' | Rapport | C. Mendes 27' · Leite 72' · |

| Sparta Stadion Het Kasteel, Rotterdam Tilskuere: 3,123 Dommer: Katalin Kulcsár (Ungarn) |

| 23. juli 2017 20:45 |

| England               | 2–0     | Spanien |
| --------------------- | ------- | ------- |
| Kirby 2' · Taylor 85' | Rapport |         |

| Rat Verlegh Stadion, Breda Tilskuere: 4.879 Dommer: Carina Vitulano (Italien) |

| 27. juli 2017 20:45 |

| Portugal      | 1–2     | England                  |
| ------------- | ------- | ------------------------ |
| C. Mendes 17' | Rapport | Duggan 7' · Parris 48' · |

| Koning Willem II Stadion, Tilburg Tilskuere: 3.335 Dommer: Kateryna Monzul (Ukraine) |

| 27. juli 2017 20:45 |

| Skotland | 1–0     | Spanien |
| -------- | ------- | ------- |
| Weir 42' | Rapport |         |

| De Adelaarshorst, Deventer Tilskuere: 3.988 Dommer: Jana Adámková (Tjekkiet) |

## Slutspil
Under slutrunden bruges forlænget spilletid og straffesparkskonkurrence, hvis det bliver nødvendigt.

### Oversigt
|  | Kvartfinaler          | Kvartfinaler      |                      |       | Semifinaler | Semifinaler |  |  | Finale | Finale |
|  |                       |                   |                      |       |             |             |  |  |        |        |
|  | 29. juli – Doetinchem |                   |                      |       |             |             |  |  |        |        |
|  |                       |                   |                      |       |             |             |  |  |        |        |
|  | Holland               | 2                 |                      |       |             |             |  |  |        |        |
|  | Holland               | 2                 | 3. august – Enschede |       |             |             |  |  |        |        |
|  | Sverige               | 0                 |                      |       |             |             |  |  |        |        |
|  | Sverige               | 0                 | Holland              | 3     |             |             |  |  |        |        |
|  | 30. juli – Deventer   |                   | Holland              | 3     |             |             |  |  |        |        |
|  |                       | England           | 0                    |       |             |             |  |  |        |        |
|  | England               | England           | 0                    | 1     |             |             |  |  |        |        |
|  | England               |                   | 6. august – Enschede | 1     |             |             |  |  |        |        |
|  | Frankrig              | 0                 |                      |       |             |             |  |  |        |        |
|  | Frankrig              | 0                 | Holland              | 4     |             |             |  |  |        |        |
|  | 30. juli – Rotterdam  |                   | Holland              | 4     |             |             |  |  |        |        |
|  |                       | Danmark           | 2                    |       |             |             |  |  |        |        |
|  | Tyskland              | Danmark           | 2                    | 1     |             |             |  |  |        |        |
|  | Tyskland              | 3. august – Breda |                      | 1     |             |             |  |  |        |        |
|  | Danmark               | 2                 |                      |       |             |             |  |  |        |        |
|  | Danmark               | 2                 | Danmark (p)          | 0 (3) |             |             |  |  |        |        |
|  | 30. juli – Tilburg    |                   | Danmark (p)          | 0 (3) |             |             |  |  |        |        |
|  |                       | Østrig            | 0 (0)                |       |             |             |  |  |        |        |
|  | Østrig (p)            | Østrig            | 0 (0)                | 0 (5) |             |             |  |  |        |        |
|  | Østrig (p)            |                   |                      | 0 (5) |             |             |  |  |        |        |
|  | Spanien               | 0 (3)             |                      |       |             |             |  |  |        |        |
|  | Spanien               | 0 (3)             |                      |       |             |             |  |  |        |        |

### Kvartfinaler
| 29. juli 2017 18:00 |

| Holland                     | 2–0     | Sverige |
| --------------------------- | ------- | ------- |
| - Martens 33' - Miedema 64' | Rapport |         |

| De Vijverberg, Doetinchem Tilskuere: 11.106 Dommer: Bibiana Steinhaus (Tyskland) |

| 30. juli 2017 12:00 |

| Tyskland         | 1–2     | Danmark                        |
| ---------------- | ------- | ------------------------------ |
| - Kerschowski 3' | Rapport | - Nadim 49' - T. Nielsen 83' · |

| Sparta Stadion Het Kasteel, Rotterdam Dommer: Katalin Kulcsár (Ungarn) |

| 30. juli 2017 18:00 |

| Østrig                                       | 0–0                      | Spanien                            |
| -------------------------------------------- | ------------------------ | ---------------------------------- |
|                                              | Rapport                  |                                    |
|                                              | Straffesparkskonkurrence |                                    |
| Feiersinger Burger Aschauer Pinther Puntigam | 5–3                      | García Sampedro Meseguer Corredera |

| Koning Willem II Stadion, Tilburg Tilskuere: 3.488 Dommer: Stéphanie Frappart (Frankrig) |

| 30. juli 2017 20:45 |

| England    | 1–0     | Frankrig |
| ---------- | ------- | -------- |
| Taylor 60' | Rapport |          |

| De Adelaarshorst, Deventer Tilskuere: 6.283 Dommer: Esther Staubli (Schweiz) |

### Semifinaler
| 3. august 2017 18:00 |

| Danmark                         | 0–0                      | Østrig                             |
| ------------------------------- | ------------------------ | ---------------------------------- |
|                                 | Rapport                  |                                    |
|                                 | Straffesparkskonkurrence |                                    |
| - Nadim - Harder - Junge - Boye | 3–0                      | - Feiersinger - Pinther - Aschauer |

| Rat Verlegh Stadion, Breda Tilskuere: 12.000 Dommer: Kateryna Monzul (Ukraine) |

| 3. august 2017 20:45 |

| Holland                                              | 3–0     | England |
| ---------------------------------------------------- | ------- | ------- |
| - Miedema 22' - Van de Donk 62' - Bright 90+3' (sm.) | Rapport |         |

| De Grolsch Veste, Enschede Tilskuere: 27.093 Dommer: Stéphanie Frappart (Frankrig) |

### Finale
| 6. august 2017 17:00 (CEST) |

| Holland                                     | 4 – 2   | Danmark                        |
| ------------------------------------------- | ------- | ------------------------------ |
| Miedema 10', 89' · Martens 28' · Spitse 51' | Rapport | 6' (str.) Nadim · 33' Harder · |

| De Grolsch Veste, Enschede Tilskuere: 28.182 Dommer: Esther Staubli (Schweiz) |

## Statistik

### Målscorere
5 mål
- Jodie Taylor

4 mål
- Vivianne Miedema

3 mål
- Sherida Spitse
- Lieke Martens

2 mål
- Nadia Nadim
- Toni Duggan
- Ilaria Mauro
- Daniela Sabatino
- Carolina Mendes
- Stina Blackstenius
- Lotta Schelin
- Babett Peter
- Nina Burger

1 mål
- Janice Cayman
- Elke Van Gorp
- Tessa Wullaert
- Pernille Harder
- Theresa Nielsen
- Sanne Troelsgaard
- Katrine Veje
- Fran Kirby
- Jordan Nobbs
- Nikita Parris
- Ellen White
- Camille Abily
- Amandine Henry
- Eugénie Le Sommer
- Fanndís Friðriksdóttir
- Cristiana Girelli
- Daniëlle van de Donk
- Shanice van de Sanden
- Ana Leite
- Elena Danilova
- Elena Morozova
- Ramona Bachmann
- Ana-Maria Crnogorčević
- Lara Dickenmann
- Erin Cuthbert
- Caroline Weir
- Vicky Losada
- Amanda Sampedro
- Josephine Henning
- Isabel Kerschowski
- Dzsenifer Marozsán
- Stefanie Enzinger
- Lisa Makas
- Sarah Zadrazil

Selvmål
- Millie Bright (i semifinalen mod Holland)

### Hæder
Følgende hæderspriser blev uddelt af UEFA ved turneringens afslutning. Guldstøvle, sølvstøvle og bronzestøvle hæderspriser blev alle sponsoreret af Adidas.
| Turneringens bedste spiller                       | Turneringens bedste spiller                       | Turneringens bedste spiller                       | Turneringens bedste spiller                             | Turneringens bedste spiller                             | Turneringens bedste spiller                             | Turneringens bedste spiller                                 | Turneringens bedste spiller                                 | Turneringens bedste spiller                                 | Turneringens bedste spiller                        | Turneringens bedste spiller                        | Turneringens bedste spiller                        |
| ------------------------------------------------- | ------------------------------------------------- | ------------------------------------------------- | ------------------------------------------------------- | ------------------------------------------------------- | ------------------------------------------------------- | ----------------------------------------------------------- | ----------------------------------------------------------- | ----------------------------------------------------------- | -------------------------------------------------- | -------------------------------------------------- | -------------------------------------------------- |
| Lieke Martens                                     |                                                   |                                                   |                                                         |                                                         |                                                         |                                                             |                                                             |                                                             |                                                    |                                                    |                                                    |
| Guldstøvlen                                       | Guldstøvlen                                       | Guldstøvlen                                       | Guldstøvlen                                             | Sølvstøvlen                                             | Sølvstøvlen                                             | Sølvstøvlen                                                 | Sølvstøvlen                                                 | Bronzestøvlen                                               | Bronzestøvlen                                      | Bronzestøvlen                                      | Bronzestøvlen                                      |
| Jodie Taylor 5 mål 0 assists 328 minutter spillet | Jodie Taylor 5 mål 0 assists 328 minutter spillet | Jodie Taylor 5 mål 0 assists 328 minutter spillet | Jodie Taylor 5 mål 0 assists 328 minutter spillet       | Vivianne Miedema 4 mål 0 assists 536 minutter spillet   | Vivianne Miedema 4 mål 0 assists 536 minutter spillet   | Vivianne Miedema 4 mål 0 assists 536 minutter spillet       | Vivianne Miedema 4 mål 0 assists 536 minutter spillet       | Lieke Martens 3 mål 2 assists 525 minutter spillet          | Lieke Martens 3 mål 2 assists 525 minutter spillet | Lieke Martens 3 mål 2 assists 525 minutter spillet | Lieke Martens 3 mål 2 assists 525 minutter spillet |
| UEFA Turneringens hold                            |                                                   |                                                   |                                                         |                                                         |                                                         |                                                             |                                                             |                                                             |                                                    |                                                    |                                                    |
| Målmand                                           | Målmand                                           | Målmand                                           | Forsvarere                                              | Forsvarere                                              | Forsvarere                                              | Midtbanespillere                                            | Midtbanespillere                                            | Midtbanespillere                                            | Angribere                                          | Angribere                                          | Angribere                                          |
| Sari van Veenendaal                               | Sari van Veenendaal                               | Sari van Veenendaal                               | Verena Aschauer Lucy Bronze Anouk Dekker Steph Houghton | Verena Aschauer Lucy Bronze Anouk Dekker Steph Houghton | Verena Aschauer Lucy Bronze Anouk Dekker Steph Houghton | Jackie Groenen Lieke Martens Theresa Nielsen Sherida Spitse | Jackie Groenen Lieke Martens Theresa Nielsen Sherida Spitse | Jackie Groenen Lieke Martens Theresa Nielsen Sherida Spitse | Pernille Harder Jodie Taylor                       | Pernille Harder Jodie Taylor                       | Pernille Harder Jodie Taylor                       |